# Laphria annulata
Laphria annulata là một loài ruồi trong họ Asilidae. Laphria annulata được Gimmerthal miêu tả năm 1834. Loài này phân bố ở vùng Cổ Bắc giới.